# Phare de North Ronaldsay
Le phare de Ronaldsay (en vieux norrois : Rínansey) est un phare situé au nord de l'île de North Ronaldsay, l'une des îles de l'archipel des Orcades au nord des Highlands en Écosse.
Ce phare est géré par le Northern Lighthouse Board (NLB) à Édimbourg,l'organisation de l'aide maritime des côtes de l'Écosse.
Il est maintenant protégé en tant que monument classé du Royaume-Uni de catégorie B.

## Le phare
Thomas Smith David Stevenson Robert Stevenson et Thomas Stevenson de 1856 à 1858.
Une première lumière avait été établie à Dennis Head en 1789 par Thomas Smith. Elle a été éteinte en 1809 et l'édifice a continué à servir comme balise visuelle.
Le nouveau phare a été conçu et réalisé par l'ingénieur civil écossais Alan Stevenson en 1852. C'est une tour cylindrique en brique rouge de 42 m de haut, avec galerie et lanterne noire. Le phare est peint avec deux bandes horizontales blanches qui contrastent avec la couleur rouge foncé des briques.
Il se trouve au nord de l'île, à Sinsoss Point, extrémité nord-ouest de l'île, à environ 1 km nord-ouest de l'ancien phare de 1789. Les maisons du gardien et d'autres constructions de la station ont été achetées par le Nord Ronaldsay Trust et rénovées et sont maintenant disponibles pour la location de vacances. Le site est ouvert et le phare peut être visité le dimanche après-midi pendant l'été et selon arrangement avec le gardien du North Ronaldsay Trust.
L'ancienne sirène de brouillard a été remplacée par une crne electrique de type diaphragme, qui est toujours visible, puis par une corne de type Tyfon composée de 8 mini-trompettes installées sur le bâtiment qui abritait autrefois la première. La corne de Tyfon donne trois explosions toutes les 60 secondes et elle est toujours en service aujourd'hui.
Identifiant : ARLHS : SCO-155 - Amirauté : A3722 - NGA : 3280.

### Lien connexe
- Liste des phares en Écosse